# Buntbartschloss

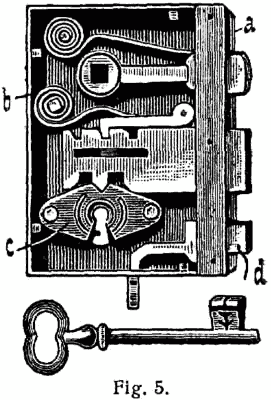
Älteres Kastenschloss (Besatzungsschloss) mit Buntbartschlüssel
Oben: Schnapper bzw. Hebefalle (a)
Mitte: Zuhaltefeder (b) für Riegel
Unten: Schlüsselhaus (c), Nachtschieber (d)

Ein Buntbartschloss ist ein einfaches Türschloss, das meist in Zimmertüren im Wohnungsinneren verwendet wird.
Ihren Namen haben Buntbartschlösser von den insgesamt 70 gängigen, „bunten“ (i. S. v. „vielgestaltig“) Schlüsselformen.
Buntbartschlösser lassen sich auch ohne passenden Schlüssel relativ leicht mit einem einfachen Sperrhaken oder einem gebogenen Draht öffnen. Daher sollten sie nicht an Außentüren verwendet werden.

## Aufbau und Funktion
Der Schlüssel eines Buntbartschlosses besteht aus einem runden Schaft und einem Schlüsselbart, dessen Form oft den Buchstaben C, S, Z, t und Σ in der normalen oder spiegelverkehrten Form entspricht. Diese einfachen Buntbartschlüssel lassen sich leicht nachkaufen; es genügt dafür die Form des Schlüssellochs zu kennen, was ebenfalls die geringe Sicherheit dieser Schlösser zeigt, aber auch ein Vorteil ist, da keine komplizierten Anpassungen eines neuen Schlüssels an das Schloss nötig sind. Für Kastenschlösser werden meist Buntbartschlüssel mit einem längeren Schaft benötigt als für Einsteckschlösser, da der Schlüssel durch die ganze Stärke der Tür reichen muss.
Ist der Bart zusätzlich mit Fräsungen an der Unterseite versehen, so spricht man von einem Chubbschloss.
Das Schloss hat ein Schlüsselloch in der Form des zugehörigen Schlüssels. Kann ein Schlüssel eingeführt werden, so lassen sich die meisten Schlösser auch damit öffnen; es gibt keinen zweiten oder exakteren Mechanismus, der die Schlüsselform prüft. Bei der Drehung des Schlüssels greift dessen Bart in die Zähne eines Sperrriegels und drückt diesen in Drehrichtung des Schlüssels aus dem Schloss heraus bzw. herein.

### Zusätzliche Sicherheitsmerkmale
Bei Schlössern mit zusätzlichen Sicherheitsmerkmalen ist die Einführbarkeit des Schlüssels nicht mehr das einzige Kriterium fürs Öffnen. Wenn z. B. der Schlüsselbart zusätzlich seitlich geschlitzt ist (Besatzungsschloss) oder über Aussparungen verfügt (Chubb- oder Nutbartschlüssel), entscheiden erst entsprechende Sperren im Schloss, ob sich der Schlüssel drehen lässt.
Als weitere Schutzmaßnahme kann unter Umständen der Riegel nur bewegt werden, wenn der Schlüssel am oberen Punkt der Drehung gleichzeitig noch eine oder mehrere Metallscheiben (Zuhaltungen des Chubbschlosses) hochdrückt. Passt der Schlüssel, aber ist der Bart zu kurz, so lässt sich der Sperrriegel nicht bewegen. Jedoch ist auch dieser Schutz nicht allzu wirkungsvoll gegen Dietriche.

## Verwendung
Buntbartschlösser sind nur für Innentüren ohne Sicherheitsanforderungen geeignet. Für sicherheitsrelevante Türen wie Wohnungsaußentüren sollten Zylinderschlösser (z. B. Profilzylinderschlösser) verwendet werden.
Durch ein Steckschloss lässt sich die Sicherheit eines Buntbartschlosses erhöhen.
Heute werden Buntbartschlösser vor allem als Einsteckschloss verbaut.